# سانتو تومه
سانتو تومه (به اسپانیایی: Santo Tomé) یک منطقهٔ مسکونی در آرژانتین است که در بخش سانتو تومه واقع شده‌است. سانتو تومه ۲۳٬۲۹۹ نفر جمعیت دارد.